# Salernitana Sport 1981-1982
Questa voce raccoglie i dati riguardanti la Salernitana Sport nelle competizioni ufficiali della stagione 1981-1982.

## Stagione
Come già successo nelle annate precedenti, anche questa volta la rosa della Salernitana viene completamente rivoluzionata. L'obiettivo del presidente Filippo Troisi è  sempre lo stesso: il ritorno in Serie B.
L'allenatore è Antonio Giammarinaro, il quale dopo risultati altalenanti in campionato viene sostituito per una settimana da Luigi Gigante , tecnico della formazione Primavera, e definitivamente da Romano Mattè.
Il nuovo allenatore rigenera e rinfranca la squadra, che lotta gomito a gomito per la promozione fino alla fine con Campobasso e Nocerina. Ai granata risulta infausta la  sconfitta di Giulianova, che ne compromette la volata finale per la promozione.
Fiore all'occhiello della stagione il record del portiere granata Roberto Marconcini, che mantiene la porta inviolata per 829 minuti: primato tuttora imbattuto per i campani.
La Salernitana, chiude al quarto posto, a soli 3 punti dal Campobasso promosso che affianca l'Arezzo in Serie B, e accede al nuovo format della Coppa Italia che per la stagione successiva si allarga anche alle squadre della Serie C1.

## Divise e sponsor
Lo sponsor ufficiale per la stagione 1981-1982 è Antonio Amato. La prima maglia è interamente granata chiaro e riporta il nome dello sponsor ufficiale, mentre la seconda divisa è composta da una maglietta bianca con righe granata chiaro sulle maniche e sulle spalle e pantaloncini granata chiaro.
| Casa | Trasferta |

## Rosa
| N. |                   | Ruolo | Calciatore          |
| -- | ----------------- | ----- | ------------------- |
|    | Italia (bandiera) | P     | Andrea Ceccarelli   |
|    | Italia (bandiera) | P     | Roberto Marconcini  |
|    | Italia (bandiera) | D     | Salvatore Acampa    |
|    | Italia (bandiera) | D     | Roberto Bruno       |
|    | Italia (bandiera) | D     | Luigi De Canio      |
|    | Italia (bandiera) | D     | Pantaleo De Gennaro |
|    | Italia (bandiera) | D     | Angelo Del Favero   |
|    | Italia (bandiera) | D     | Maurizio Di Fruscia |
|    | Italia (bandiera) | D     | Vincenzo Leccese    |
|    | Italia (bandiera) | D     | Alberto Mariani     |
|    | Italia (bandiera) | D     | Andrea Mattolini    |
|    | Italia (bandiera) | C     | Piero Burla         |
|    | Italia (bandiera) | C     | Roberto Chiancone   |

| N. |                   | Ruolo | Calciatore             |
| -- | ----------------- | ----- | ---------------------- |
|    | Italia (bandiera) | C     | Paolo Chirco           |
|    | Italia (bandiera) | C     | Mauro Della Bianchina  |
|    | Italia (bandiera) | C     | Stefano Di Lucia       |
|    | Italia (bandiera) | C     | Muzio Di Venere        |
|    | Italia (bandiera) | C     | Fabrizio Falco         |
|    | Italia (bandiera) | C     | Pierpaolo Mazzei       |
|    | Italia (bandiera) | C     | Vincenzo Zucchini      |
|    | Italia (bandiera) | C     | Fulvio Vulpiani        |
|    | Italia (bandiera) | A     | Marco Calonaci         |
|    | Italia (bandiera) | A     | Giovanni Carlo Ferrari |
|    | Italia (bandiera) | A     | Nicola Iannamico       |
|    | Italia (bandiera) | A     | Giovanni Zaccaro       |

## Risultati

### Serie C1

#### Girone di andata
| 20 settembre 1981 1ª giornata | Civitanovese | 2 – 0 | Salernitana |  |

| 27 settembre 1981 2ª giornata | Salernitana | 1 – 0 | Livorno |  |

| 4 ottobre 1981 3ª giornata | Nocerina | 1 – 0 | Salernitana |  |

| 11 ottobre 1981 4ª giornata | Casertana | 0 – 0 | Salernitana |  |

| 18 ottobre 1981 5ª giornata | Salernitana | 2 – 1 | Latina |  |

| 25 ottobre 1981 6ª giornata | Campania | 3 – 1 | Salernitana |  |

| 1º novembre 1981 7ª giornata | Salernitana | 2 – 0 | Taranto |  |

| 8 novembre 1981 8ª giornata | Salernitana | 1 – 0 | Paganese |  |

| 15 novembre 1981 9ª giornata | Campobasso | 0 – 0 | Salernitana |  |

| 22 novembre 1981 10ª giornata | Salernitana | 1 – 1 | Benevento |  |

| 29 novembre 1981 11ª giornata | Arezzo | 1 – 1 | Salernitana |  |

| 6 dicembre 1981 12ª giornata | Salernitana | 2 – 0 | Ternana |  |

| 13 dicembre 1981 13ª giornata | Rende | 0 – 1 | Salernitana |  |

| 20 dicembre 1981 14ª giornata | Salernitana | 0 – 0 | Giulianova |  |

| 3 gennaio 1982 15ª giornata | Francavilla | 0 – 1 | Salernitana |  |

| 10 gennaio 1981 16ª giornata | Salernitana | 0 – 0 | Reggina |  |

| 17 gennaio 1981 17ª giornata | Virtus Casarano | 0 – 0 | Salernitana |  |

#### Girone di ritorno
| 24 gennaio 1982 18ª giornata | Salernitana | 1 – 0 | Civitanovese |  |

| 31 gennaio 1982 19ª giornata | Livorno | 1 – 0 | Salernitana |  |

| 7 febbraio 1982 20ª giornata | Salernitana | 4 – 1 | Nocerina |  |

| 14 febbraio 1982 21ª giornata | Salernitana | 1 – 0 | Casertana |  |

| 21 febbraio 1982 22ª giornata | Latina | 1 – 1 | Salernitana |  |

| 28 febbraio 1982 23ª giornata | Salernitana | 1 – 0 | Campania |  |

| 7 marzo 1982 24ª giornata | Taranto | 2 – 0 | Salernitana |  |

| 21 marzo 1982 25ª giornata | Paganese | 1 – 2 | Salernitana |  |

| 28 marzo 1982 26ª giornata | Salernitana | 1 – 1 | Campobasso |  |

| 4 aprile 1982 27ª giornata | Benevento | 1 – 0 | Salernitana |  |

| 18 aprile 1982 28ª giornata | Salernitana | 1 – 0 | Arezzo |  |

| 25 aprile 1982 29ª giornata | Ternana | 0 – 0 | Salernitana |  |

| 2 maggio 1982 30ª giornata | Salernitana | 1 – 0 | Rende |  |

| 9 maggio 1982 31ª giornata | Giulianova | 2 – 1 | Salernitana |  |

| 16 maggio 1982 32ª giornata | Salernitana | 1 – 0 | Francavilla |  |

| 23 maggio 1982 33ª giornata | Reggina | 0 – 1 | Salernitana |  |

| 30 maggio 1982 34ª giornata | Salernitana | 0 – 0 | Virtus Casarano |  |